# Erica flavisepala
Erica flavisepala är en ljungväxtart som beskrevs av Guth. och Bol. Erica flavisepala ingår i släktet klockljungssläktet, och familjen ljungväxter. Inga underarter finns listade i Catalogue of Life.